# Церковь Шогакат
Церковь Шогакат (арм. Շողակաթ եկեղեցի) — храм Армянской апостольской церкви, построенный в 1694 году князем Агамалом Соротеци во время правления Католикоса Нахапета I в городе Вагаршапат (Эчмиадзин), в Армавирской области.

## Название
Церковь носит название Шогакат, что с армянского дословно переводится как «капля света», из-за луча света, спустившегося с неба на мучеников Рипсимэ.

## История
Церковь находится на святом месте, где группа безымянных монахинь, последовавших за Гаяне и Рипсимэ, была замучена во время обращения Армении в христианство в 301 году н. э. Армянский историк V века Агатангелос писал, что молодая и красивая Рипсимэ, которая в то время была христианской монахиней в Риме, должна была быть насильно выдана замуж за римского императора Диоклетиана. Она и настоятельница Гаяне в числе других монахинь бежали от императора-тирана и уехали в Армению. Армянин-язычник царь Трдат получил письмо от Диоклетиана, в котором он описал её красоту. Трдат обнаружил, где прятались монахини, и влюбился в Рипсимэ, а затем и в Гаяне. После того, как они отказались от его притязаний, Рипсимэ и Гаяне были подвергнуты пыткам и замучены отдельно на местах церквей, названных их именами. Остальные тридцать восемь монахинь были замучены на месте Шогаката. Название церкви отсылает к лучу света, появившемуся во время мученической кончины монахинь. Во время пыток Рипсиме велела Гаяне, чтобы она «ободрилась и твёрдо стояла» в своей вере. Позже царь Трдат примет христианство и сделает его официальной религией государства.

## Архитектура

### Более ранние структуры
На месте нынешней церкви Шогакат стояла более ранняя церковь VI или VII века, которая не сохранилась. Считается, что структура, стоящая сегодня на этом месте, возможно, стоит на фундаменте более ранней церкви (другие источники говорят, что Шогакат, возможно, был построен на фундаменте церкви XIII века). В юго-западной части здания при раскопках были обнаружены остатки однокамерной церкви, построенной на ступенчатой платформе, которая, как считается, была часовней-мемориалом IV века. У южной стены находится небольшая полукруглая апсида, которая, как полагают, служила южным портиком. Основания опор стен имеют особенности, характерные для армянских церквей IV и V веков. Также были расположены два портала, которые вели в часовню, один на юг, а другой на запад.

### Церковь Шогакат
Шогакат — это куполообразная базилика с одинарным нефом и полукруглой восточной апсидой, окружённой с обеих сторон узкими часовнями. Некоторые части стены апсиды могли датироваться V веком. Четыре паруса помогают осуществить переход от квадратной центральной травеи к восьмиугольному барабану и коническому куполу наверху. Как и в некоторых других средневековых армянских церквях, барабан и купол расположены вне центра и к западу. Главный вход в церковь ведёт во внутреннюю часть из открытой галереи, примыкающей к западной стене строения. На внешней стороне притолоки над дверью имеется длинная надпись, которая уравновешивается используемым туфом оранжевого цвета. Другой портал поменьше находится у южной стены. Очень мало орнаментов украшает основную часть церкви, за исключением геометрического узора, который находится вокруг средней части внешней стороны барабана, некоторых хачкаров, встроенных в верхние стены, и геометрического креста на внешней стороне восточной стены с розетками и двумя маленькими крестообразными окошками, через которые свет проникал в апсиду церкви.
В западном конце сооружения находится открытая сводчатая галерея, построенная одновременно с церковью. Единственный большой арочный проём в центре переднего фасада ведёт в галерею, где прямо напротив неё находится главный вход в церковь. Открытые арочные окна расположены по обе стороны от арки на западной стене, а также от северной и южной стен. Окна и большой арочный вход украшены геометрическими узорами, розетками и хачкарами. В центре галереи находится глава, поддерживаемая шестью колоннами, которая служит колокольней церкви. Узоры листвы украшают каждый из шести верхних углов купола.

## Галерея

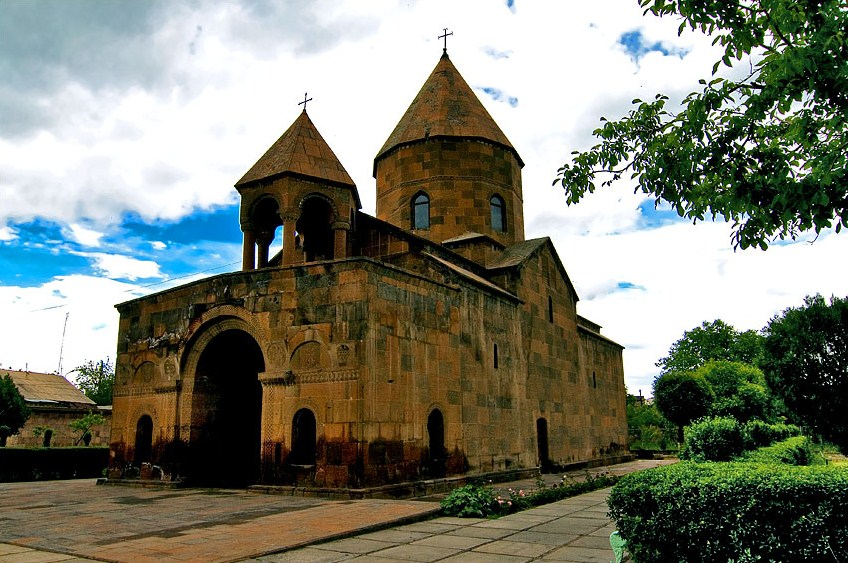
Церковь Шогакат, май 2008 год.
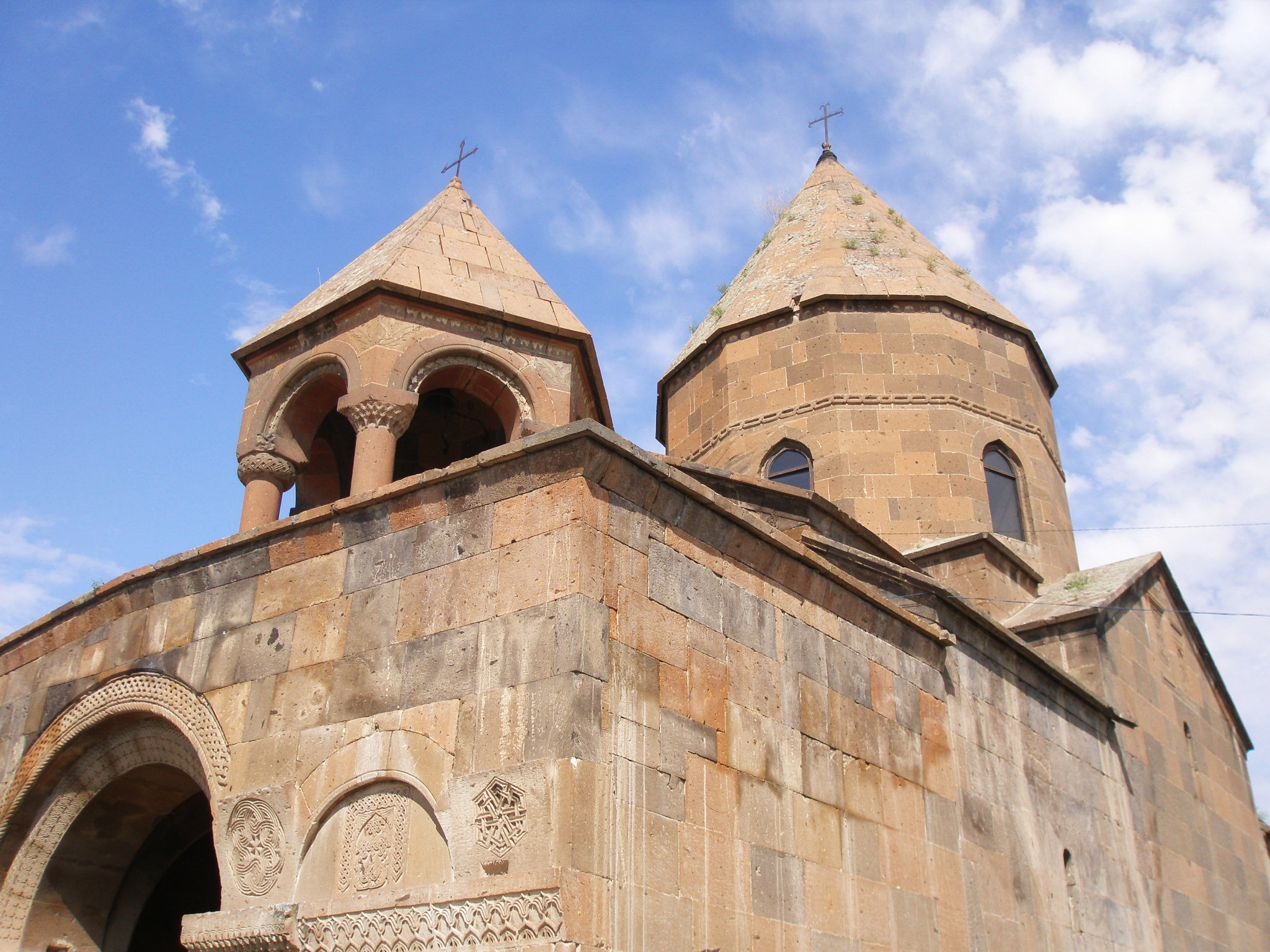
Барабан, купол и звонница церкви.
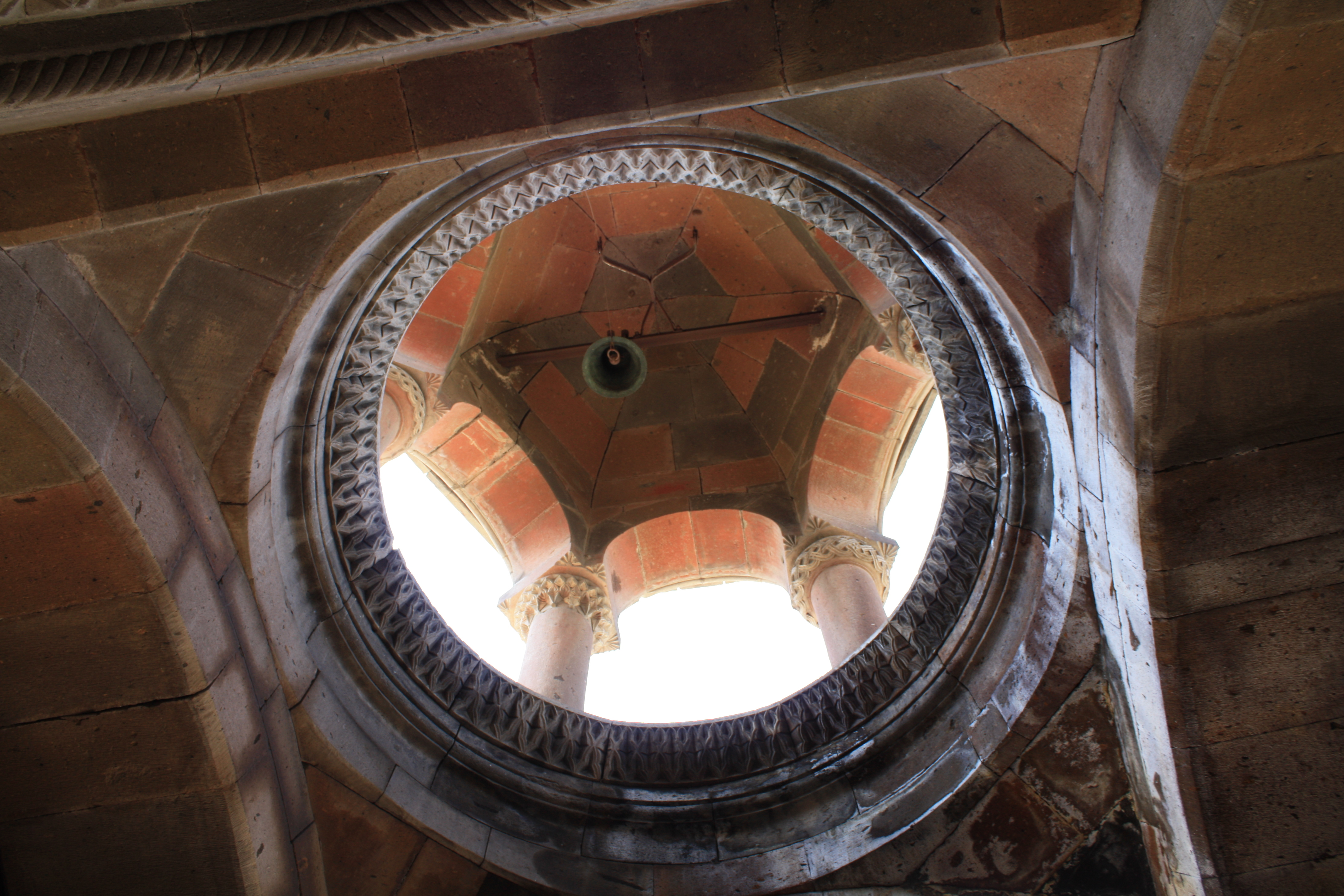
Вид на интерьер звонницы.
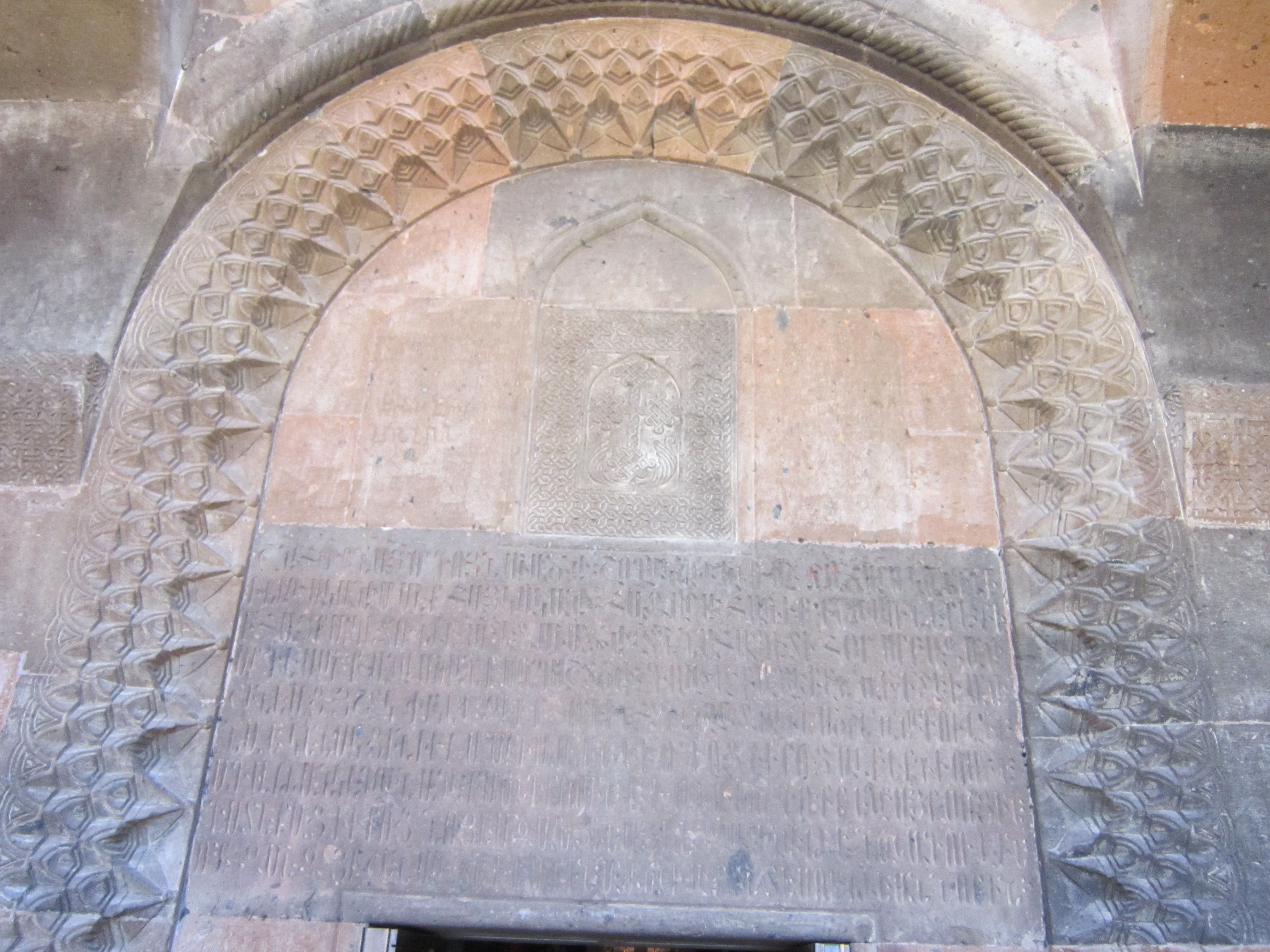
Надписи на церкви
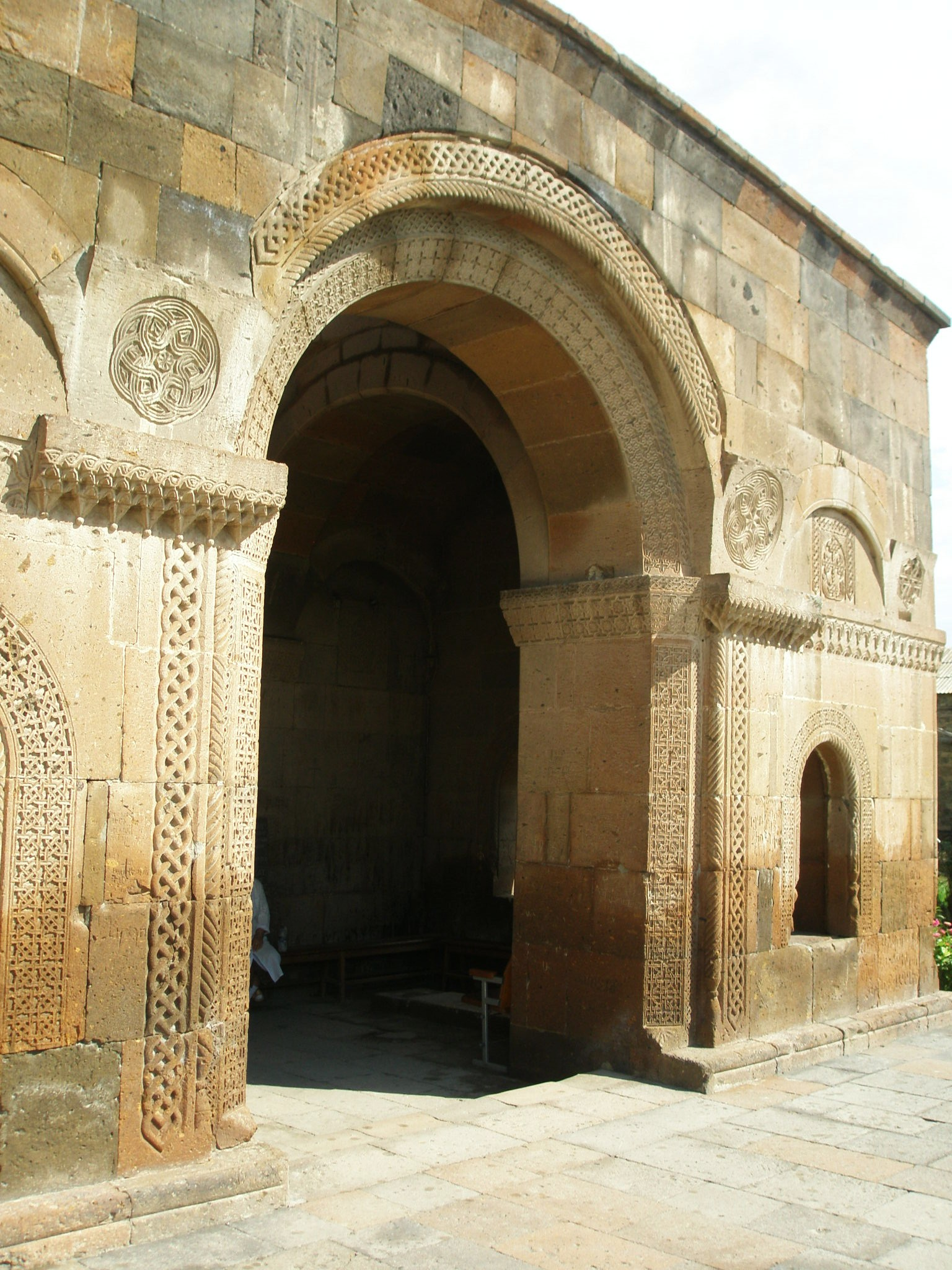
Крытый портик.
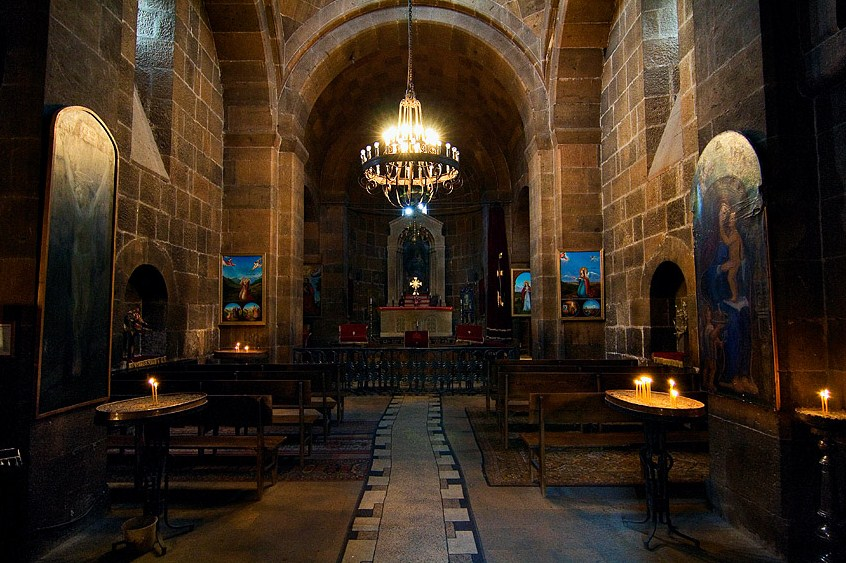
Интерьер церкви.
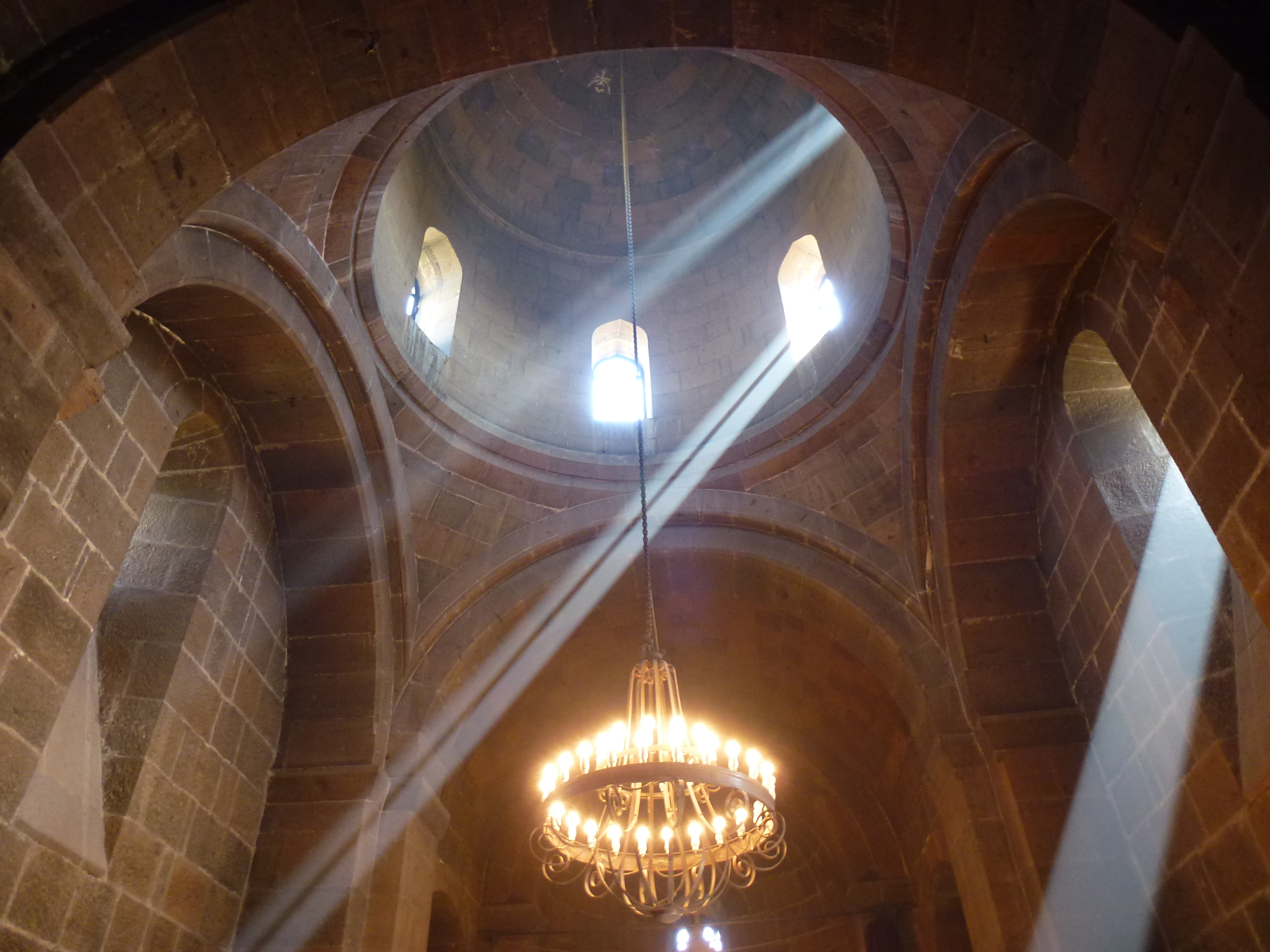
Интерьер купола.
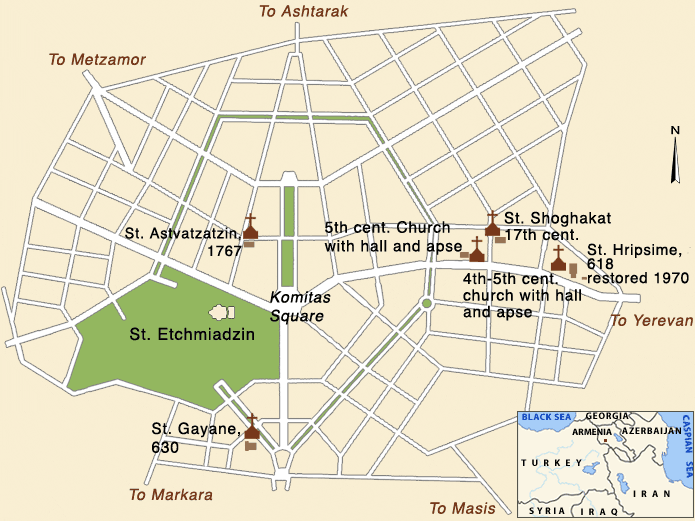
Карта: Церкви в Эчмиадзине.
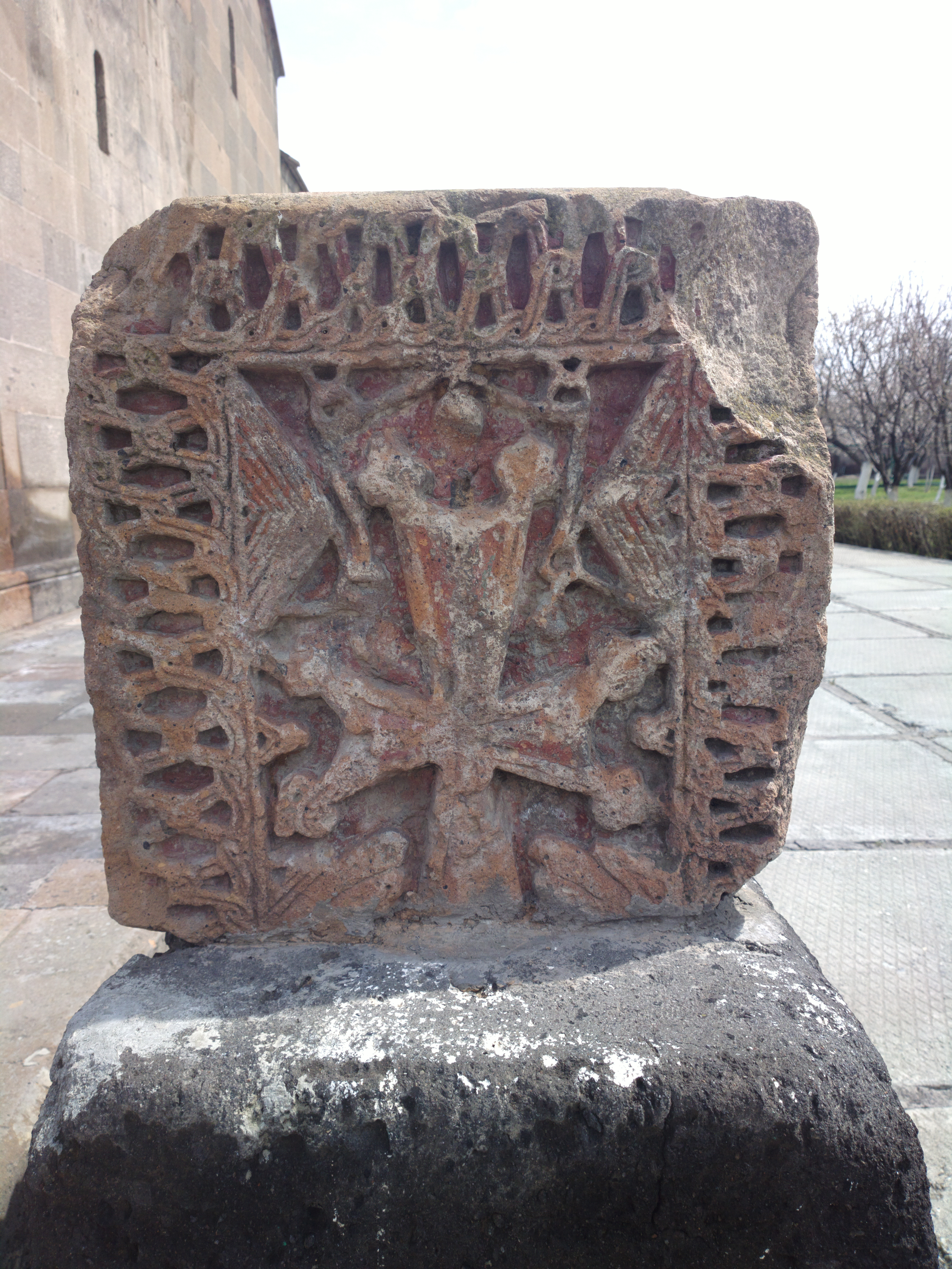
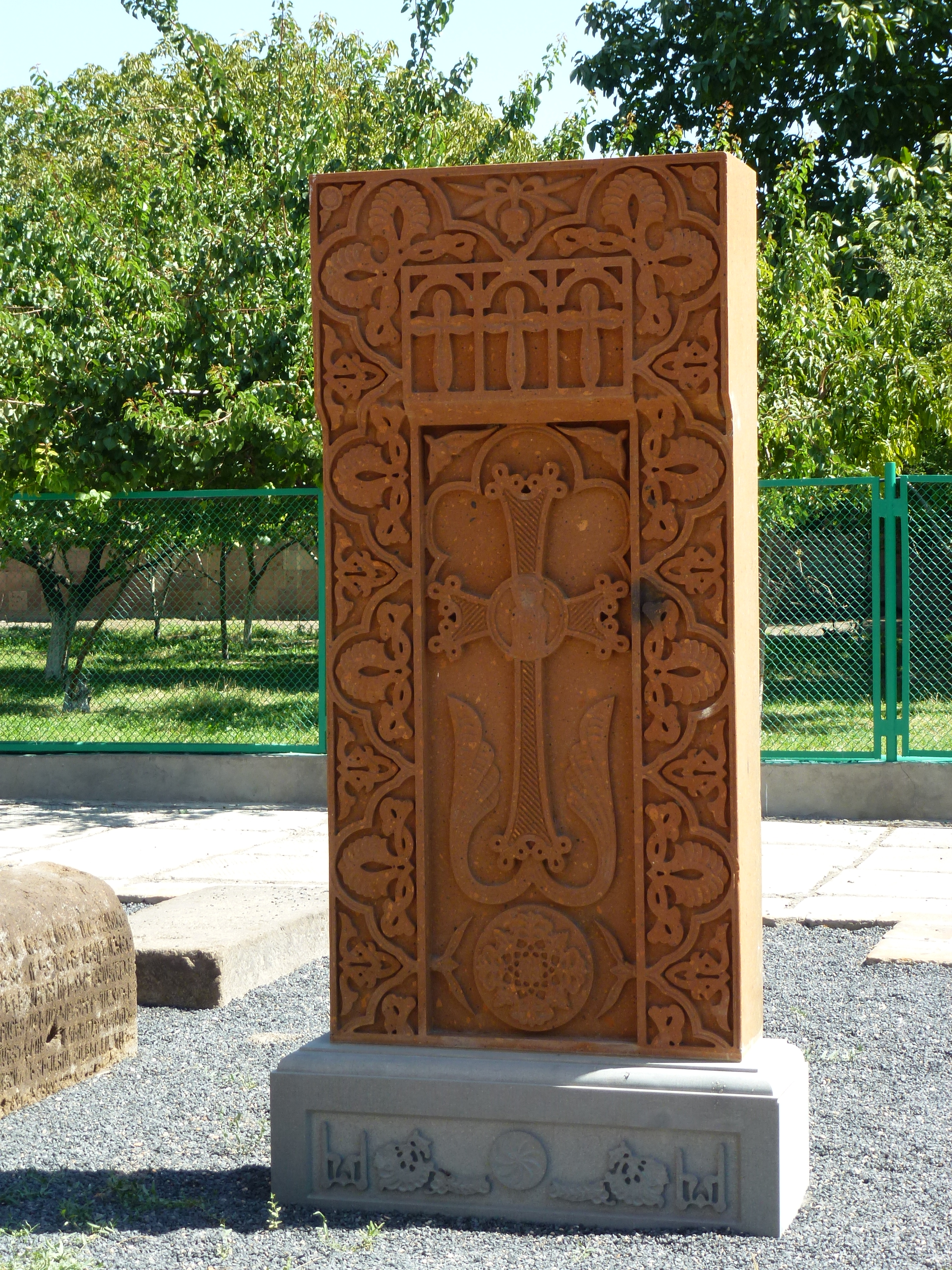
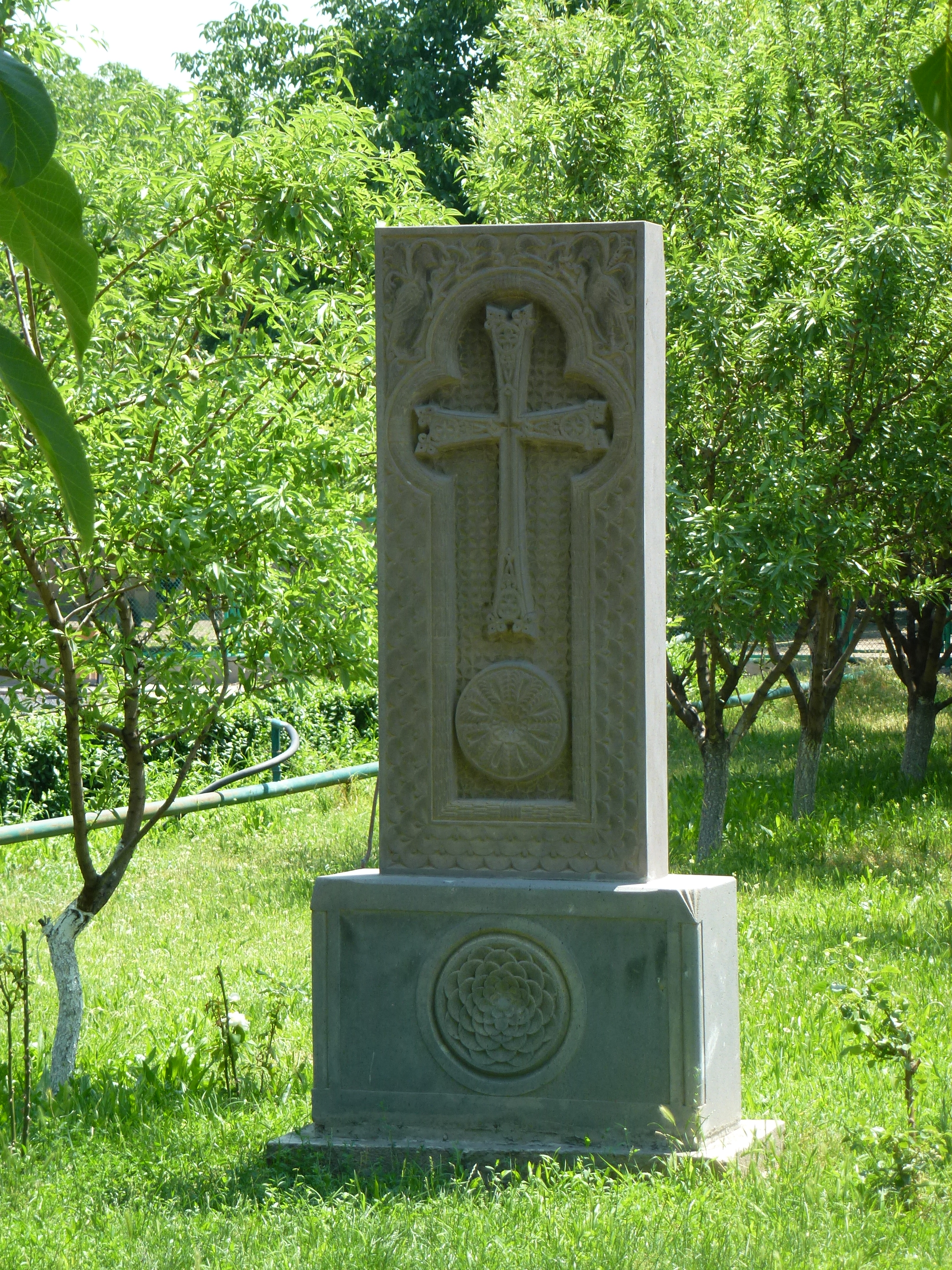
Хачкары

## Внешние ссылки
- Армянские архитектурные исследования
- Armeniapedia.org: Церковь Шогакат
- FindArmenia.com: Церковь Шогакат